# Mahesh Gawli
Mahesh Gawli (Cuncolim, 23 gennaio 1980) è un ex calciatore indiano, di ruolo difensore.

## Caratteristiche tecniche
Era un difensore centrale, ma poteva essere impiegato anche come terzino destro.

## Carriera

### Club
Ha cominciato a giocare al Tata. Nel 1998 si è trasferito al Kochin. Nel 2000 è passato al Churchill Brothers. Nel 2003 è stato acquistato dall'East Bengal. Nel 2004 si è trasferito al Mahindra United. Nel 2007 è stato acquistato dal Dempo, con cui ha concluso la propria carriera nel 2014.

### Nazionale
Ha debuttato in Nazionale nel 2000. Ha messo a segno la sua prima rete con la maglia della Nazionale il 10 dicembre 2005, in India-Bhutan (3-0), in cui ha siglato la rete del momentaneo 2-0. Ha partecipato, con la Nazionale, alla Coppa d'Asia 2011. Ha collezionato in totale, con la maglia della nazionale, 69 presenze e una rete.

## Palmarès

### Competizioni nazionali
- I-League: 2

East Bengal: 2003-2004
Mahindra United: 2005-2006